# 退陣
| ウィキペディアには「退陣」という見出しの百科事典記事はありません（タイトルに「退陣」を含むページの一覧/「退陣」で始まるページの一覧）。 代わりにウィクショナリーのページ「退陣」が役に立つかもしれません。 |